# Lasiargus hirsutoides
Lasiargus hirsutoides là một loài nhện trong họ Linyphiidae.
Loài này thuộc chi Lasiargus. Lasiargus hirsutoides được Jörg Wunderlich miêu tả năm 1995.